# Manoir du Port-Guyet
Le manoir du Port-Guyet est un manoir situé à Saint-Nicolas-de-Bourgueil (Indre-et-Loire) et inscrit aux monuments historiques le 11 juillet 1975.